# Bahnhof Ludgate Hill
| \| \| \| Snow-Hill-Tunnel \| \| \| \| \| Holborn Viaduct \| \| \| \| \| Holborn Viaduct Low Level \| \| \| \| \| City Thameslink \| \| \| \| \| Ludgate Hill \| \| \| \| \| \| \| \| \| \| Blackfriars \| \| |  |                           |                           |
| Tunnelende |  | Snow-Hill-Tunnel          | Snow-Hill-Tunnel          |
| Abzweig geradeaus und ehemals nach links · Strecke von rechts (außer Betrieb) · Kopfbahnhof Streckenanfang (Strecke außer Betrieb)                                                                           |  | Holborn Viaduct           | Holborn Viaduct           |
| Strecke · Haltepunkt / Haltestelle (Strecke außer Betrieb) · Strecke (außer Betrieb) |  | Holborn Viaduct Low Level | Holborn Viaduct Low Level |
| Bahnhof · Abzweig geradeaus und von links (Strecke außer Betrieb) · Strecke nach rechts (außer Betrieb) |  | City Thameslink           | City Thameslink           |
| Strecke · Haltepunkt / Haltestelle (Strecke außer Betrieb) |  | Ludgate Hill              | Ludgate Hill              |
| Strecke nach links · Abzweig ehemals geradeaus und von rechts |  |                           |                           |
| Bahnhof |  | Blackfriars               | Blackfriars               |

Ludgate Hill war ein Bahnhof im Zentrum von London. Er wurde am 1. Juni 1865 von der London, Chatham and Dover Railway (LC&DR) eröffnet und lag am Ludgate-Viadukt zwischen der Queen Victoria Street und Ludgate Hill am Westrand der City of London.

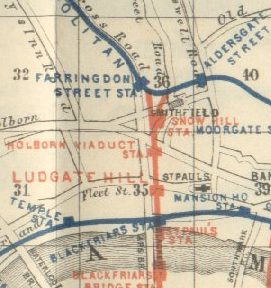
Lage des Snow-Hill-Tunnels und des Bahnhofs Ludgate Hill

Nördlich des Bahnhofs führte der Bahnviadukt weiter zum Snow-Hill-Tunnel, der eine Verbindung zur erst kurz zuvor eröffneten Metropolitan Railway bei Farringdon herstellte und so den Betrieb durchgehender Züge zwischen dem Norden und Süden Londons ermöglichte.

Ludgate Hill mit Viadukt um 1910

Ludgate Hill mit Viadukt um 1910

Der Personenverkehr durch den Tunnel wurde am 1. Juni 1916 eingestellt und die Züge verkehrten nur noch wenige hundert Meter weiter zum 1874 eröffneten Kopfbahnhof Holborn Viaduct. Aufgrund der kurzen Distanz zwischen Holborn Viaduct und Blackfriars wurde der Bahnhof Ludgate Hill kaum noch benutzt und schließlich am 3. März 1929 geschlossen.
Im Jahr 1990 wurden die Überreste des Bahnhofs abgerissen, ebenso der Ludgate-Viadukt und der Bahnhof Holborn Viaduct. Vom Bahnhof ist nichts erhalten geblieben und auf dem Gelände steht ein Bürohochhaus über einem neu errichteten Tunnel, der den alten Snow-Hill-Tunnel mit dem Bahnhof Blackfriars verbindet. Unmittelbar nördlich des alten Bahnhofs Ludgate Hill befindet sich im Tunnel die Station City Thameslink.